# 歐里皮克環礁
歐里皮克環礁是西太平洋島國密克羅尼西亞聯邦的環礁，屬於加羅林群島的一部分，由3個島嶼組成，土地面積0.236平方公里，潟湖面積5.921平方公里，最高點海拔高度2米，2000年人口113。

## 外部連結
- Entry at Oceandots.com